# Athlītikos Syllogos Arīs Thessalonikīs
L'Athlītikos Syllogos Arīs Thessalonikīs, in italiano Aris Salonicco (in greco: Αθλητικός Σύλλογος Άρης Θεσσαλονίκης) è una società calcistica greca con sede nella città di Salonicco. Milita nella Souper Ligka Ellada, la massima divisione del campionato greco di calcio.
In campo calcistico il club vanta un passato glorioso, avendo vinto tre titoli nazionali tra il 1928 e il 1946, dunque prima dell'avvento del nuovo campionato greco. Nel 1970 ha conquistato anche la Coppa di Grecia, imponendosi per 1-0 nella finale stracittadina contro i rivali di sempre del PAOK.
È stata sempre presente nella massima divisione ellenica sino alla fine della stagione 1996-1997.

## Storia
La società fu fondata nel 1914 da alcuni atleti dissidenti dell'Iraklis Salonicco, altra società polisportiva di Salonicco, fino ad allora unica squadra di calcio cittadina. Per la nuova società furono scelti i colori di Bisanzio, il giallo e il nero.

Da sempre è attiva in diversi sport, tra cui il calcio e la pallacanestro.
Nel 1997-1998 l'Aris ha disputato per la prima volta il campionato di seconda divisione ellenica, per poi ottenere immediatamente il ritorno in massima divisione. Retrocesso nuovamente nel 2004-2005, ha riottenuto la promozione in massima serie nel 2005-2006. Nel 2014 la società è fallita e, oltre al declassamento sul campo, subisce un'ulteriore retrocessione, vedendosi costretta a ripartire dalla Football League 2. Nel 2017-2018 si piazza secondo in campionato e ottiene, a distanza di quattro anni dall'ultima presenza, un posto in Souper Ligka Ellada.

## Palmarès

### Competizioni nazionali

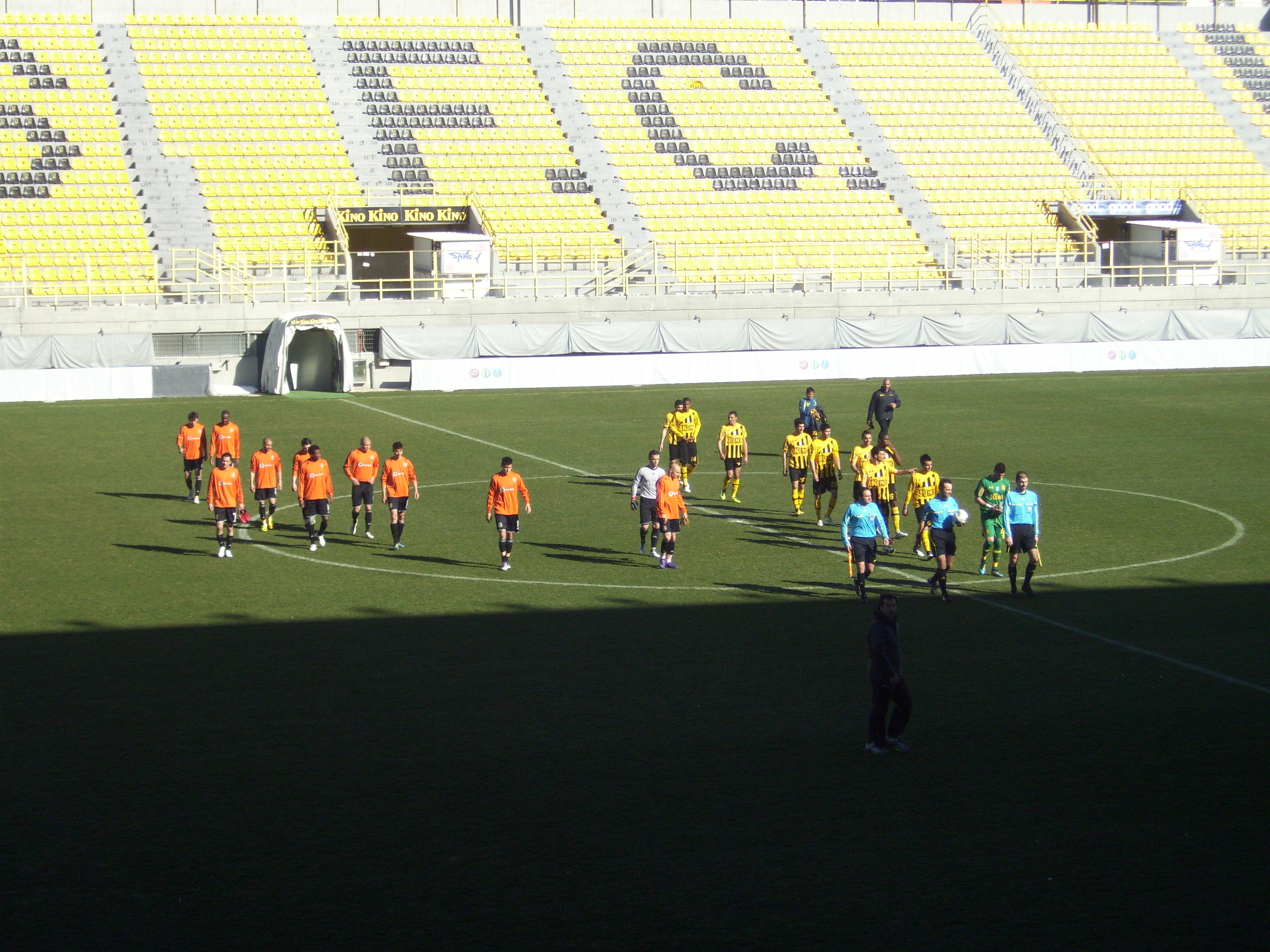
La squadra di Salonicco nello stadio casalingo

- Campionato greco: 3

1927-1928, 1931-1932, 1945-1946
- Coppa di Grecia: 1

1969-1970
- Beta Ethniki: 1

1997-1998
- Football League 2: 1

2015-2016

### Altri piazzamenti
- Campionato greco:

Secondo posto: 1929-1930, 1979-1980
Terzo posto: 1930-1931, 1932-1933, 1937-1938, 1948-1949, 1952-1953, 1968-1969, 1973-1974, 1978-1979, 1980-1981, 2020-2021, 2021-2022
- Coppa di Grecia:

Finalista: 1931-1932, 1932-1933, 1939-1940, 1949-1950, 2002-2003, 2004-2005, 2007-2008, 2009-2010, 2023-2024
Semifinalista: 1955-1956, 1962-1963, 1977-1978, 1985-1986, 1993-1994, 2019-2020
- Football League (Grecia):

Secondo posto: 2017-2018
Terzo posto: 2016-2017
- Beta Ethniki:

Terzo posto: 2005-2006
- Gamma Ethniki:

Secondo posto: 2014-2015 (gruppo 1)

### Colori e simboli

#### Evoluzione della divisa
| 1921 | 1925 | 1931 | 1940 | 1954 | 1970 | 1978 | 1986 |

| 1994 | 1997 | 1999 | 2001 | 2007 | 2008 | 2011 | 2012 |  |

## Statistiche e record
- Partecipazioni alla Super League greca: 48
- Partecipazioni alla Coppa delle Coppe: 1
- Partecipazioni alla Coppa UEFA: 10
- Partecipazioni alla Coppa delle Fiere: 5

### Statistiche nelle competizioni UEFA
Tabella aggiornata alla fine della stagione 2017-2018.
| Competizione                  | Partecipazioni | G  | V  | N  | P  | RF | RS |
| ----------------------------- | -------------- | -- | -- | -- | -- | -- | -- |
| Coppa delle Coppe             | 1              | 2  | 0  | 1  | 1  | 2  | 6  |
| Coppa UEFA/UEFA Europa League | 9              | 42 | 17 | 12 | 13 | 56 | 60 |
| Coppa delle Fiere             | 4              | 10 | 2  | 1  | 7  | 10 | 25 |

## Organico

### Rosa 2025-2026
Aggiornata al 14 agosto 2025.
| N. |                       | Ruolo | Calciatore               |
| -- | --------------------- | ----- | ------------------------ |
| 4  | Brasile (bandiera)    | D     | Fabiano                  |
| 7  | Spagna (bandiera)     | A     | Carles Pérez             |
| 8  | Spagna (bandiera)     | C     | Monchu                   |
| 9  | Costa Rica (bandiera) | C     | Álvaro Zamora            |
| 10 | Serbia (bandiera)     | C     | Uroš Račić               |
| 11 | Grecia (bandiera)     | A     | Anastasios Dōnīs         |
| 14 | Rep. Ceca (bandiera)  | D     | Jakub Brabec             |
| 15 | Spagna (bandiera)     | D     | Álvaro Tejero            |
| 17 | Rep. Ceca (bandiera)  | D     | Martin Frýdek            |
| 18 | Romania (bandiera)    | A     | Olimpiu Moruțan          |
| 19 | Svezia (bandiera)     | C     | Robin Quaison            |
| 21 | Croazia (bandiera)    | P     | Lovro Majkić             |
| 23 | Spagna (bandiera)     | P     | Julián Cuesta (capitano) |
| 24 | Portogallo (bandiera) | D     | Pedro Álvaro             |
| 25 | Senegal (bandiera)    | C     | Mamadou Gning            |

| N. |                      | Ruolo | Calciatore             |
| -- | -------------------- | ----- | ---------------------- |
| 27 | Senegal (bandiera)   | D     | Noah Fadiga            |
| 28 | Brasile (bandiera)   | A     | Dudu Rodrigues         |
| 30 | Camerun (bandiera)   | C     | Jean Jules             |
| 33 | Grecia (bandiera)    | P     | Geōrgios Athanasiadīs  |
| 37 | Marocco (bandiera)   | D     | Hamza Mendyl           |
| 41 | Grecia (bandiera)    | C     | Kōnstantinos Charoupas |
| 70 | Grecia (bandiera)    | A     | Giannīs Gianniōtas     |
| 77 | Grecia (bandiera)    | A     | Michalīs Panagidīs     |
| 80 | Spagna (bandiera)    | A     | Loren Morón            |
| 91 | Albania (bandiera)   | P     | Emiliano Karaj         |
| 92 | Mauritius (bandiera) | D     | Lindsay Rose           |
| 97 | Finlandia (bandiera) | C     | Fredrik Jensen         |
| 99 | Senegal (bandiera)   | A     | Clayton Diandy         |
|    | Danimarca (bandiera) | A     | Pione Sisto            |